# Don Pío
Don Pío es el nombre de un personaje creado en 1947 por el dibujante José Peñarroya para la Editorial Bruguera, protagonista de la serie de historietas homónima. El personaje encarna las miserias y las frustraciones de la clase media urbana de la posguerra española. Todas sus historias terminan frustrando cruelmente sus esperanzas de mejorar.

## Trayectoria editorial
La serie apareció por primera vez en la revista "Pulgarcito" y posteriormente también en otras revistas de la editorial, como "Super Pulgarcito".
Como otras series familiares, a finales de los años 50 hubo de atemperar su crítica de la institución familiar para evitar su desaparición a manos de la censura (algo que ocurriría por ejemplo con Doña Tula, suegra de Escobar).

## Argumento y personajes
Don Pío es de corta estatura, calvo, y lleva un pequeño bigotito. Viste con corrección. Es característico su bombín. Su apariencia recuerda un poco a la de Charlot. Trabaja como oficinista, pero su sueldo es siempre insuficiente para su esposa Doña Benita. Apocado y dominado por ella, que está obsesionada por medrar socialmente, Don Pío no consigue nunca lo que se propone. 
Doña Benita es una mujer entrada en kilos, morena (rubia a partir de los años 50), que contrasta físicamente con su enclenque esposo, al que llega incluso a maltratar físicamente.
Otros personajes de la serie son: Luisito, sobrino de Don Pío, y doña Vinagreta y doña Culebrina, vecinas de la pareja, el Jefe de la oficina donde trabaja D. Pío y los compañeros "tiralevitas" de la oficina.

Fascículo de T. Moix para Dolça Catalunya, de la Ed. Mateu: dos viñetas de Un experimento de radiestesia (episodio de La familia Ulises), y Carpanta, D. Berrinche, Gordito Relleno, D.ª Benita con D. Pío y Luisito, y Doña Urraca.